# Estado
Estado (do latim status, "modo de estar", "condição") refere-se, no uso contemporâneo, à entidade político-jurídica soberana que exerce autoridade sobre uma população dentro de um território definido. Corresponde ao conjunto de instituições responsáveis pela organização social, pela criação e aplicação das leis e pela administração dos interesses públicos.
O Estado se diferencia de termos relacionados como governo (que representa o poder político exercido em um dado momento) e nação (relativa à identidade cultural ou étnica de um povo).
Ao longo da história, o Estado foi interpretado por muitos e pensadores e diferentes correntes, incluindo Nicolau Maquiavel, Thomas Hobbes, Jean-Jacques Rousseau, Immanuel Kant, Karl Marx, Robert Dahl e Theda Skocpol. O conceito de Estado é, portanto, de interesse de diferentes áreas de conhecimento, como a filosofia, o direito, a ciência política , a geografia e as relações internacionais.  

## Etimologia e uso do termo

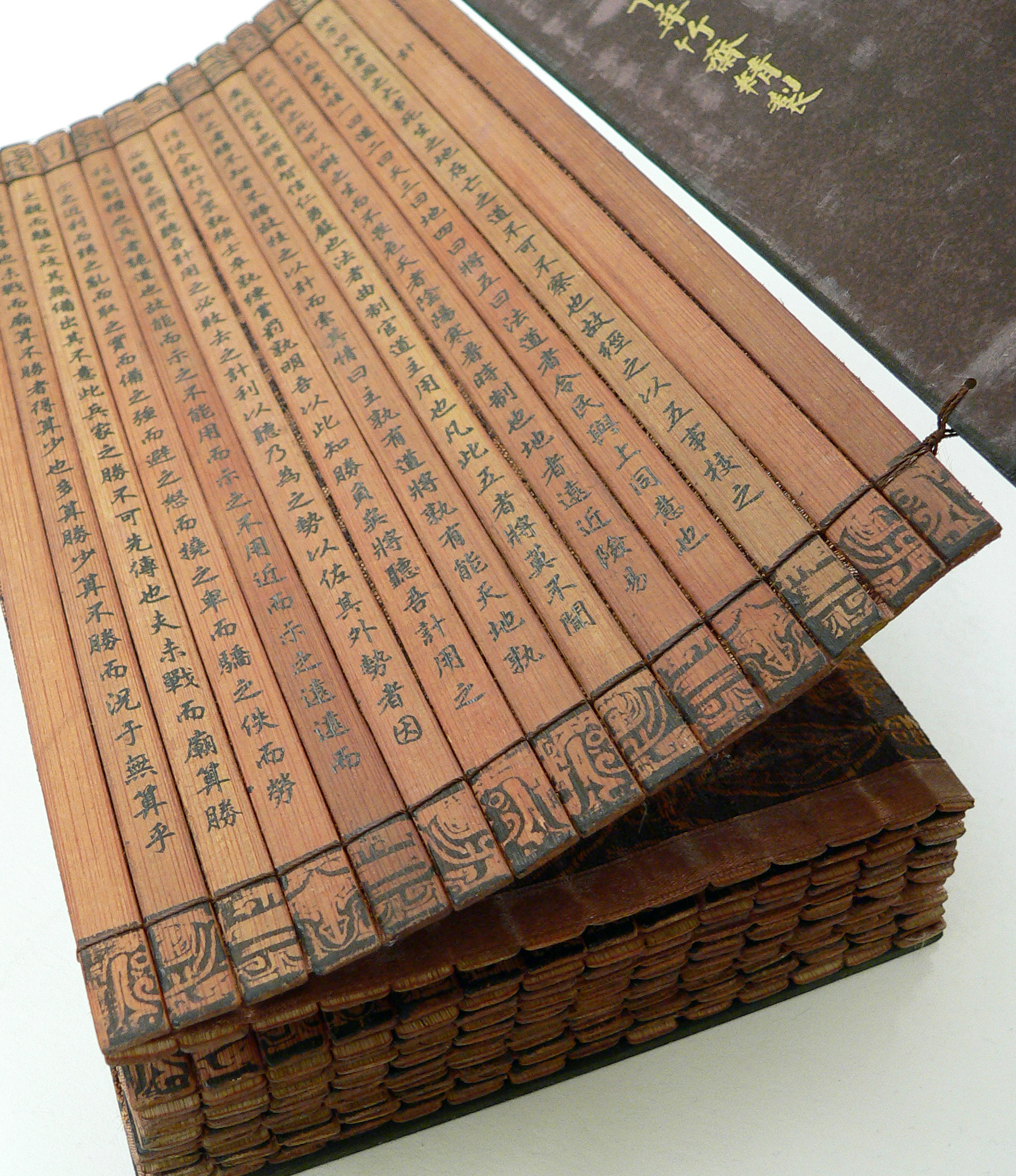
Uma versão em bambu de A Arte da Guerra.

O termo Estado deriva do latim status, que significa "modo de estar", "condição" ou "posição". Seu uso político remonta à Idade Média, mas foi consolidado no contexto da formação das estruturas estatais modernas a partir do Renascimento.  A expressão passou a designar uma entidade soberana dotada de governo e de território próprio, especialmente com Sun Tzu, em  A arte da guerra e Nicolau Maquiavel, em O Príncipe (1532).
O vocábulo pode assumir sentidos distintos conforme o contexto. Em sentido amplo, designa qualquer entidade soberana e politicamente organizada, como no uso equivalente a país. Em sentido estrito, refere-se ao conjunto de instituições que exercem autoridade sobre a sociedade, independentemente do grupo político no poder. Em contextos federativos, pode indicar uma unidade subnacional, como nos estados do Brasil ou nos estados dos Estados Unidos.
Na língua portuguesa, costuma-se grafar "Estado" com inicial maiúscula quando se refere à entidade político-jurídica soberana, para distingui-lo de usos genéricos do termo (por exemplo: "estado emocional"). Alguns autores, no entanto, argumentam que essa distinção gráfica não é necessária.
Distinção de conceitos relacionados
Embora os termos Estado, governo, nação e país sejam frequentemente utilizados como sinônimos no uso cotidiano, há diferenças importantes entre eles. O Estado corresponde à estrutura institucional soberana e permanente, enquanto o governo é o conjunto de autoridades que exerce o poder político em nome do Estado de forma temporária. A nação refere-se à comunidade que compartilha cultura, idioma, história ou identidade étnica, diferenciando-se do país, que designa o território geográfico habitado por uma população sob autoridade estatal.
A precisão terminológica é particularmente importante nas relações internacionais, no direito internacional público e nos estudos de ciência política.

## Elementos constitutivos
Segundo a formulação predominante no direito internacional e na ciência política, o Estado é constituído por quatro elementos fundamentais: população, território, governo e soberania. A máxima "Um governo, um povo, um território" sintetiza a ideia de Estado soberano moderno, enfatizando a unidade política que caracteriza esta forma de organização.

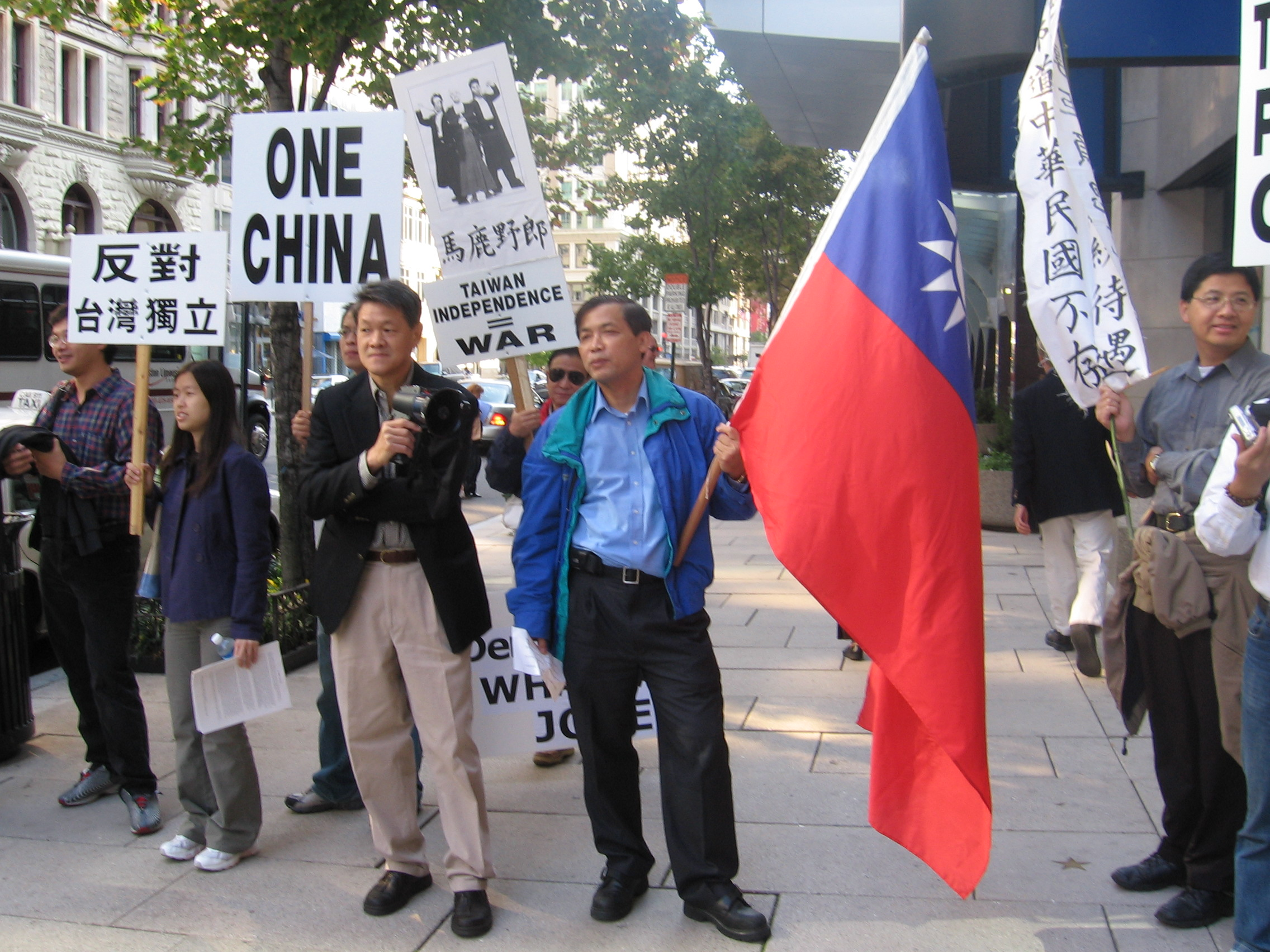
Manifestantes do movimento anti-independência de Taiwan protestam em Washington, D.C., demonstrando como os conceitos de território, povo e nação se manifestam de forma complexa na política contemporânea. O caso taiwanês ilustra que estes elementos constitutivos do Estado nem sempre coincidem harmoniosamente, gerando disputas sobre identidade nacional, soberania territorial e representação popular.

A população corresponde ao conjunto de indivíduos submetidos à autoridade do Estado, independentemente de sua nacionalidade, etnia ou origem. Quando os indivíduos da população possuem elementos comuns, como cultura, religião, nacionalidade, etnia ou idioma, são chamados de nação; caso contrário, são chamados de povo, pois, apesar de se submeterem ao poder de um Estado e estarem reunidos em determinado local, possuem esses elementos diversificados. Esta distinção é importante para compreender a diferença entre Estados nacionais homogêneos e Estados multiétnicos.
O território é o espaço geográfico determinado sobre o qual o Estado exerce jurisdição exclusiva, incluindo terra firme, águas interiores, mar territorial e espaço aéreo. Serve como limite de atuação dos poderes do Estado, estabelecendo que não pode haver dois Estados exercendo autoridade soberana sobre o mesmo território. O território fornece a base física para o exercício da soberania e delimita o alcance das leis estatais.
O governo é a organização responsável por exercer o poder político e administrativo, com competência para criar normas, executá-las e aplicar sanções. Representa a autoridade governante de uma unidade política, que tem o objetivo de regular a sociedade e exercer autoridade sobre ela. O tamanho e a estrutura do governo variam de acordo com o tamanho do Estado e, quanto à esfera de abrangência, pode ser local, regional ou nacional. É importante distinguir que o governo é transitório e mutável, enquanto o Estado é a estrutura permanente.
A soberania, por sua vez, diz respeito à autoridade suprema que o Estado detém dentro de suas fronteiras, bem como à sua autonomia nas relações externas. Internamente, significa que o Estado não reconhece autoridade superior à sua dentro de seu território. Externamente, implica independência em relação a outros Estados e capacidade de estabelecer relações internacionais em pé de igualdade. O Estado soberano deve ser capaz de controlar seus recursos, dirigir seus objetivos políticos, econômicos e sociais, sem depender de nenhum outro Estado ou órgão internacional.
Esses quatro elementos foram estabelecidos como critérios para a definição jurídica de Estado na Convenção de Montevidéu de 1933, que estabelece como requisitos mínimos a existência de população permanente, território definido, governo e capacidade jurídica para estabelecer relações com outros Estados.

## Formação histórica
A formação do Estado é resultado de processos históricos complexos e variados, marcados por transformações sociais, políticas, econômicas e culturais. Embora instituições com funções estatais tenham existido em diferentes civilizações, o conceito moderno de Estado só foi consolidado a partir da Idade Moderna, na Europa Ocidental.

### Formação dos primeiros Estados
As primeiras formas de organização estatal surgiram quando a centralização do poder se tornou possível em estruturas sociais duráveis. O desenvolvimento da agricultura permitiu o surgimento de excedentes econômicos, possibilitando a manutenção de elites administrativas e militares que não dependiam diretamente da produção para sua subsistência. O controle desses excedentes e a capacidade de mobilização de trabalho e guerra favoreceram a constituição de Estados nas civilizações da Suméria, Egito, China Antiga, América Central e Vale do Indo.
Além da centralização econômica, o surgimento da escrita e de sistemas de registro – como os quipos dos incas – tornou viável a administração de territórios maiores, dando origem às primeiras estruturas estatais complexas.

### Antiguidade clássica

Território da República Romana em 44 a.C. Este ano marca um dos períodos mais dramáticos da história romana com o assassinato de Júlio César. O evento ocorreu no auge territorial da República Romana antes de sua transformação definitiva em Império.

Na Grécia Antiga, surgiram formas inovadoras de organização política, especialmente nas cidades-estado, como Atenas e Esparta. Atenas desenvolveu práticas associadas à democracia direta, concedendo cidadania à grupos específicos da população livre e combinando esses direitos com uma forma democrática embrionária de governo durante o século IV a.C. Outras cidades mantiveram regimes aristocráticos ou oligárquicos, criando um laboratório de experiências políticas que influenciaria o pensamento ocidental.
Em Roma, a transição da Monarquia para a República Romana estabeleceu um sistema político inovador, regido por um Senado dominado pela aristocracia romana. O sistema político romano contribuiu significativamente para o desenvolvimento das leis e para a distinção entre a esfera privada e a pública. O Império Romano mais tarde unificou vastos territórios sob uma burocracia administrativa e militar sofisticada, criando estruturas que serviam como modelo para futuras organizações estatais. Esta experiência imperial demonstrou a viabilidade de governar territórios extensos através de instituições centralizadas e sistemas legais unificados.

### Idade média e Estado feudal
Com a fragmentação do Império Romano, a autoridade central cedeu lugar a estruturas de poder descentralizadas, marcadas pelo feudalismo. O poder era exercido localmente por senhores feudais, que combinavam funções econômicas, judiciais e militares. A ausência de uma autoridade central efetiva impedia a formação de um Estado no sentido moderno, já que não havia monopólio da violência legítima nem sistema tributário centralizado.
O sistema feudal estabeleceu uma hierarquia instável, dos suseranos aos reis ungidos. Um monarca era, formalmente, o chefe de uma hierarquia de soberanos, mas não possuía poder absoluto que lhe permitisse legislar à vontade. As relações entre senhores e monarcas eram mediadas por diversos graus de dependência mútua, assegurada pela ausência de um sistema tributário centralizado. Essa realidade garantiu que cada governante precisasse obter o "consentimento" de outros soberanos no reino. Esse não era um 'Estado' no sentido weberiano do termo, uma vez que o rei não monopolizava o poder de legislar (compartilhado com a Igreja Católica) nem os meios de violência (partilhados com os nobres).
Durante esse período, a formalização das disputas sobre tributação entre o monarca e outros elementos da sociedade (especialmente a nobreza e as cidades) deu origem ao que é chamado de Estados estamentais, caracterizados por parlamentos nos quais grupos sociais fundamentais negociavam com o rei sobre questões jurídicas e econômicas. Esses Estados, por vezes, evoluíram no sentido de verdadeiros parlamentos, mas outras vezes perderam em suas lutas com o monarca, conduzindo a uma maior centralização do processo legislativo e coercitivo (principalmente militar). A partir do século XV, este processo deu origem ao Estado Absolutista.

## Formação do Estado moderno
A transição para o Estado moderno ocorreu de forma gradual, a partir do século XV, com a centralização política em torno de monarquias nacionais na Europa Ocidental. Esse processo foi marcado pelo fortalecimento da autoridade régia, pela consolidação territorial, pela criação de exércitos permanentes, pelo surgimento de sistemas fiscais centralizados e pelo desenvolvimento de burocracias administrativas profissionalizadas.
Com a Inglaterra sob os Tudors, Espanha sob os Habsburgos, e França sob os Bourbons, a Europa embarcou em programas destinados a aumentar o controle político e econômico centralizado, adquirindo muitos dos aspectos institucionais que caracterizam o Estado moderno. Essa centralização do poder político envolveu a delimitação clara das fronteiras, com monarcas europeus gradualmente derrotando ou cooptando outras fontes de poder, como a Igreja Católica e a nobreza.
Em lugar do sistema fragmentado das leis feudais, com frequentes reivindicações territoriais conflitantes, emergiram territórios definitivos e mais bem delimitados. Este processo deu origem às formas burocráticas centralizadas e cada vez mais absolutistas dos séculos XVII e XVIII, quando as principais características do sistema estatal contemporâneo tomaram forma. Isso incluiu a introdução de exércitos permanentes, sistemas de tributação centrais, relações diplomáticas permanentes, com embaixadas, bem como o desenvolvimento de políticas econômicas estatais mercantilistas.

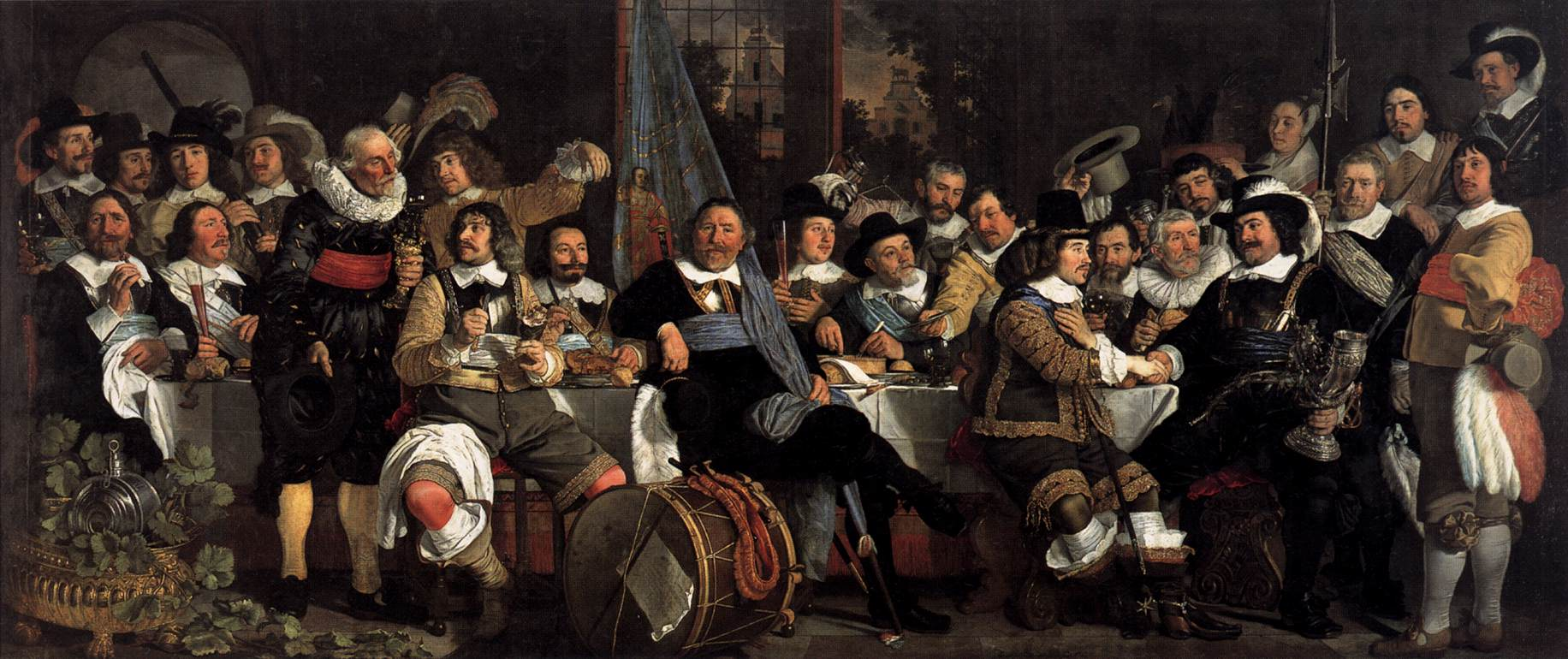
Banquete da Guarda Civil de Amsterdã em celebração da Paz de Münster de Bartholomeus van der Helst, 1648.

No plano internacional, a Paz de Vestfália (1648) estabeleceu as bases da ordem interestatal baseada em Estados soberanos, consolidando o princípio de que cada Estado deveria ter autoridade suprema dentro de suas fronteiras sem interferência externa.

## Legitimidade do Estado
A legitimidade do Estado diz respeito às justificativas normativas e políticas que fundamentam sua autoridade perante a sociedade. Diferentes concepções históricas buscaram explicar por que os indivíduos devem obediência às leis e instituições estatais.
Durante o Antigo Regime, a doutrina do direito divino dos reis sustentava que o poder dos monarcas derivava diretamente da vontade de Deus, sendo, portanto, inquestionável por parte de seus súditos. O Estado era legitimado não por consentimento popular, mas por uma ordem transcendental que associava autoridade política à ordem religiosa.
Com a emergência do iluminismo e a crise das monarquias absolutas, ganharam força as teorias do contrato social. Para autores como Thomas Hobbes, John Locke e Jean-Jacques Rousseau, o Estado nasce de um acordo entre indivíduos livres que renunciam, em parte, à sua liberdade natural em troca de proteção e ordem.
A sociologia moderna, especialmente na obra de Max Weber, propôs uma tipologia das formas de legitimação da dominação política. Segundo Weber, há três tipos ideais de autoridade: a tradicional, baseada nos costumes e na hereditariedade; a carismática, fundada na devoção a líderes excepcionais; e a legal-racional, sustentada em normas impessoais e na crença na legalidade das regras estabelecidas. A autoridade legal-racional é a forma predominante nos Estados modernos.

## Estado no sistema internacional
Desde o século XIX, a totalidade do território habitável do planeta passou a ser formalmente reivindicada por Estados, processo que consolidou a ideia de um sistema internacional composto por unidades político-territoriais soberanas. A ordem internacional contemporânea é estruturada com base na igualdade formal entre os Estados e na sua capacidade de estabelecer relações diplomáticas e jurídicas entre si, ainda que persista uma acentuada diferença de poder material entre eles.
A organização desse sistema foi gradualmente institucionalizada por meio de normas, tratados e organizações inter governamentais, como a Organização das Nações Unidas (ONU), que reconhece como membros apenas entidades dotadas dos atributos clássicos de um Estado.
Com o avanço da globalização, o papel tradicional do Estado passou a ser reconfigurado por pressões transnacionais, como a mobilidade de capitais, a internacionalização de cadeias produtivas, a emergência de organizações internacionais com poder normativo e o crescimento de ameaças globais como as mudanças climáticas ou o terrorismo. Em resposta, surgiram mecanismos de governança global que, embora baseados em decisões estatais, envolvem também organismos multilaterais (OEA, OTAN, ONU, UA etc.), atores privados e organizações da sociedade civil.

## Supra-nacionalismo e globalização

O Índice de abertura comercial ao longo de cinco séculos, definido como a soma das exportações e importações mundiais, dividida pelo PIB mundial. Cada serie corresponde a uma fonte diferente.

Em algumas regiões do mundo, especialmente na Europa Ocidental, os Estados cederam voluntariamente parcelas de sua soberania para instituições supranacionais, como a União Europeia ou o Mercosul na América do Sul. Esse processo, conhecido como integração regional, visa harmonizar políticas econômicas, jurídicas e administrativas entre os países-membros, criando estruturas decisórias comuns que vão além da cooperação intergovernamental tradicional.
A experiência europeia demonstra como Estados podem manter sua identidade fundamental enquanto compartilham competências específicas com instituições supranacionais. Na União Europeia, por exemplo, a política monetária é decidida pelo Banco Central Europeu, a política comercial externa é coordenada pela Comissão Europeia, e o Tribunal de Justiça da União Europeia pode anular decisões de tribunais nacionais em certas matérias.
No final do século XX e início do XXI, a globalização mundial, a mobilidade aumentada de pessoas e capital, e o fortalecimento de muitas instituições internacionais combinaram-se para circunscrever a liberdade de ação dos Estados. Estas restrições incluem acordos comerciais internacionais, regimes de direitos humanos, protocolos ambientais e sistemas financeiros globais que limitam as opções de política nacional.
Ainda que essas tendências indiquem uma limitação da autonomia estatal em certos domínios, o Estado continua a ser a principal forma de organização política no sistema internacional. Ele permanece responsável pela criação do direito interno, pela manutenção da segurança pública, pela definição de políticas públicas e pela representação oficial de sua população. Como destacou o economista Martin Wolf, mesmo diante dos impactos da globalização, os Estados ainda mantêm três funções centrais: garantir um marco legal comum, assegurar uma identidade coletiva e exercer o monopólio da força legítima.

## O Estado no século XXI

Mapa da Europa após 1815, depois do Congresso de Vienna. Potências da época em letras maiúsculas: Rússia, França, Reino Unido, Prússia, Áustria e outras possessões da família de Habsburg. As linhas vermelhas marcam as fronteiras da Confederação Germânica.

Em 1815, o ato final do Congresso de Viena só reconheceu 39 estados soberanos no sistema diplomático europeu, o que não impedia que, no futuro, novos estados fossem reconhecidos.
Atualmente, mais de 190 Estados compõem a comunidade internacional, com a grande maioria representada na Organização das Nações Unidas.
Esses países formam um sistema internacional no qual cada Estado considera o comportamento de outros Estados quando faz seus próprios cálculos políticos e econômicos. A base deste sistema foi estabelecida pelo direito internacional, a diplomacia, os regimes internacionais e as organizações multilaterais. Mesmo com a globalização, o Estado mantém aspectos fundamentais que justificam sua permanência:
- Só um Estado pode estabelecer o arcabouço legal vigente dentro de seu território, para os que nele vivem e fazem negócios;
- O Estado assegura uma identidade coletiva única (especialmente quando suas fronteiras coincidem com as da nação);
- O Estado mantém o monopólio do poder coercitivo (reprimindo o crime na esfera interna e garantindo a segurança na esfera externa).[15]

As transformações contemporâneas não eliminaram o Estado, mas modificaram suas funções e capacidades. Fenômenos como a privatização de serviços públicos, a expansão de organizações da sociedade civil, a criação de redes de políticas públicas e a emergência de formas híbridas de governança tornam as fronteiras entre Estado e sociedade civil progressivamente mais complexas e dinâmicas.

## Reconhecimento estatal
Embora a definição jurídica de Estado estabeleça critérios objetivos, como os formulados na Convenção de Montevidéu (1933), na prática internacional há distinções relevantes entre Estados reconhecidos formalmente (de jure) e aqueles que existem na realidade, mas carecem de amplo reconhecimento (de facto).
Estados de jure e de facto
Um Estado de jure é aquele reconhecido como soberano pela comunidade internacional e que mantém relações diplomáticas com outros Estados. No entanto, nem todos os Estados de jure exercem controle efetivo sobre seu território. Um exemplo clássico são os governos no exílio que, durante a Segunda Guerra Mundial, continuaram a ser reconhecidos como legítimos apesar de seus países estarem sob ocupação estrangeira. Países como França, Polônia, Noruega e Holanda mantiveram governos no exílio em Londres, continuando a gozar de relações diplomáticas com os Aliados e participando de decisões internacionais importantes.
Por outro lado, um Estado de facto possui controle administrativo e coercitivo sobre um território e população, mas não é amplamente reconhecido como tal por outros países. A Somalilândia é um exemplo paradigmático: atua de forma independente da Somália desde 1991, com instituições próprias, moeda nacional, forças de segurança organizadas, eleições regulares e controle efetivo sobre seu território, mas permanece excluída da maior parte das organizações internacionais e não é reconhecida pela Organização das Nações Unidas.
A República da China (Taiwan) representa outro caso emblemático: apesar de possuir governo próprio democraticamente eleito, eleições regulares, território delimitado, população permanente e plena funcionalidade institucional, não é reconhecida como Estado-membro da Organização das Nações Unidas desde 1971, em razão da política de "uma só China" adotada pela República Popular da China. Taiwan mantém relações diplomáticas formais com apenas alguns países, embora mantenha relações comerciais e culturais extensas com a maioria das nações.

## Teorias do reconhecimento
A "teoria constitutiva", desenvolvida no século XIX, defende que a existência de um Estado depende de seu reconhecimento por parte de outros Estados soberanos. Esta posição implica que o Estado não existe plenamente apenas pela reunião de elementos objetivos (população, território, governo, soberania), mas também pelo seu status no sistema internacional. Uma das principais críticas a esta teoria é a confusão causada quando alguns Estados reconhecem uma nova entidade, mas outros não — situação que a teoria não consegue resolver adequadamente.
Em contraste, a "teoria declarativa" sustenta que o reconhecimento é meramente o acknowledgment de uma situação de fato já existente. Segundo esta visão, se uma entidade possui todos os elementos constitutivos de um Estado, ela é um Estado independentemente do reconhecimento por outros países.
O reconhecimento estatal é, portanto, uma prática política e diplomática complexa, não apenas jurídica. Fatores como interesses geopolíticos, relações econômicas, considerações estratégicas e pressões internacionais influenciam as decisões de reconhecimento, criando situações em que o mesmo ente pode ser reconhecido por alguns países e ignorado por outros.

## Teorias sobre o Estado
A evolução dos estudos sobre o Estado pode ser compreendida através de uma periodização que revela como diferentes épocas produziram formas distintas de conhecimento sobre este fenômeno político central. Esta divisão temporal ajuda a entender não apenas o que sabemos sobre o Estado, mas como chegamos a este conhecimento.
O período clássico caracteriza-se pelo pensamento político normativo, focado em questões fundamentais de legitimidade, autoridade e formas ideais de governo. Este período estabeleceu os conceitos fundacionais que ainda orientam nossa compreensão do Estado moderno.
Complementam este período Nicolau Maquiavel (O Príncipe, 1532), pioneiro na análise da autonomia da esfera política. Nesta obra, o pensador renascentista separa política de moral. O poder é analisado de forma realista, o que inaugura a ideia moderna de razão de Estado. O jurista e, assim como Maquiavel, conselheiro de príncipe Jean Bodin contribuiu também para a formulação da ideia moderna de soberania estatal. Entre seus livros mais importantes está Método para a fácil compreensão da história,1566 (conhecido também como Methodus).

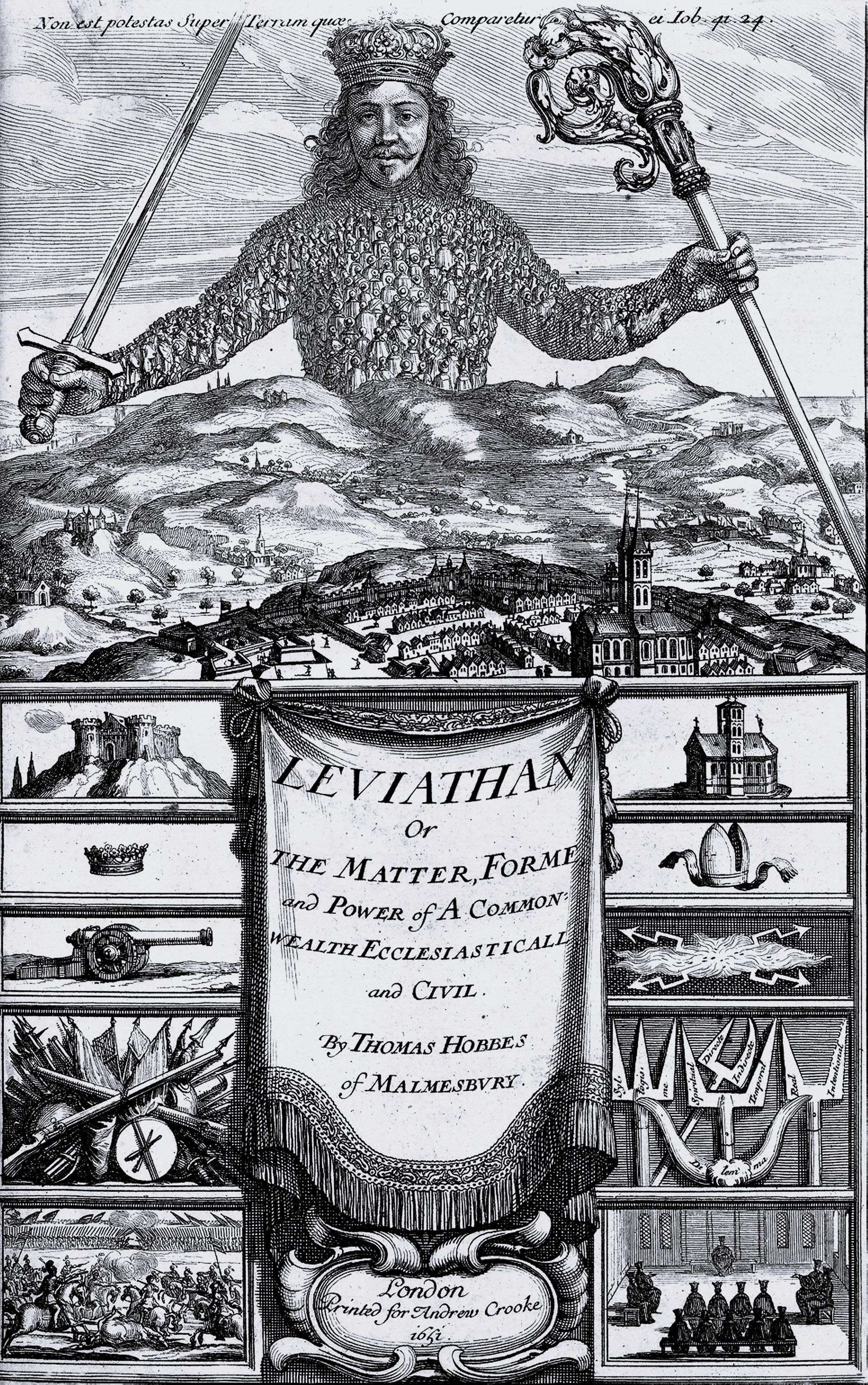
O frontispício do livro Leviatã, de Thomas Hobbes. A obra defende um estado com um governo forte, frente ao que é tido "anarquia".

No campo da filosofia política, os teóricos contratualistas forneceram as bases teóricas sobre a origem do Estado: um pacto entre indivíduos. Para Thomas Hobbes (Leviatã, 1651), o Estado surge como resposta à insegurança do estado de natureza, sendo responsável por garantir a paz mediante a concentração do poder em uma autoridade absoluta. John Locke (Segundo Tratado sobre o Governo, 1689) desenvolveu os princípios do governo limitado e consensual. Ele argumentou que o contrato social visa proteger direitos naturais, como vida, liberdade e propriedade, cabendo ao Estado garantir tais direitos. Jean-Jacques Rousseau, por sua vez, concebeu o Estado como expressão da vontade geral, orientado à realização do bem comum; Jean-Jacques Rousseau (Do Contrato Social, 1762) articulou a teoria da soberania popular e da vontade geral. Montesquieu (Do Espírito das Leis, 1748), teórico da separação de poderes; e os federalistas americanos James Madison, Alexander Hamilton e John Jay (O Federalista, 1787-1788), que desenvolveram a teoria constitucional moderna. Max Weber, embora cronologicamente posterior, estabeleceu conceitos fundamentais (burocracia, legitimidade, tipos de dominação) que serviram de ponte para os estudos contemporâneos, definindo o Estado como organização que reivindica com êxito o monopólio do uso legítimo da força física dentro de determinado território.
Teorias do reconhecimento, vistas acima, surgidas no século XIX, defendem que a existência de um Estado depende de seu reconhecimento por parte de outros Estados soberanos. Tal posição implica que o Estado não existe plenamente apenas pela reunião de elementos objetivos, mas também pelo seu status no sistema internacional.
Para Immanuel Kant, um dos pilares do Iluminismo, o Estado não era apenas uma organização de poder, mas uma comunidade política orientada por leis racionais e universais e uma potência frente a outros povos e como expressão de continuidade histórica e identitária.
Uma das abordagens mais influentes é a de Max Weber, que no início do século XX definiu o Estado moderno como a “organização que detém, com sucesso, o monopólio da violência legítima sobre um território determinado”, ideia que está bem desenvolvida em Economia e Sociedade e que associa o poder estatal à capacidade de impor normas e sanções por meio de instituições organizadas. Weber destacou, então o caráter institucional, impessoal e monopolizador do uso legítimo da força do Estado.
As definições contemporâneas tendem a integrar dimensões políticas, jurídicas e sociológicas, refletindo a complexidade do fenômeno estatal nos diferentes contextos históricos e culturais. Nos anos 1960, ocorreu uma ruptura epistemológica nos estudos sobre o Estado, quando a ciência política se consolidou como disciplina profissionalizada e autônoma. Este período caracteriza-se pelo desenvolvimento de teorias empiricamente fundamentadas, superando abordagens que o reduziam a mero reflexo de forças econômicas ou sociais e estabelecendo o Estado como objeto de análise multifacetado
Enquanto Theda Skocpol, em States and Social Revolutions (1979) nos ajuda a entender por que revoluções acontecem, desenvolve a teoria da autonomia estatal e os concebes como organizações administrativas e coercitivas potencialmente autônomas de controles e interesses de classe. Peter Evans desenvolveu o conceito de "autonomia embebida" (embedded autonomy) em sua obra homônima (1995), analisando como Estados podem ser simultaneamente insulados das pressões societais e conectados com setores produtivos estratégicos. Joel Migdal questionou as concepções weberianas de supremacia estatal argumentando que Estados não são entidades monolíticas mas conjuntos de organizações que competem com outras instituições sociais (famílias, clãs, empresas) pelo controle sobre recursos e lealdades. Em Strong Societies and Weak States (1988), demonstrou como sociedades fragmentadas podem limitar severamente a capacidade estatal de implementar políticas públicas.
O neomarxismo desenvolveu-se através da Escola de Frankfurt (Adorno, Horkheimer, Marcuse), Antonio Gramsci (e seu conceito de hegemonia), Nicos Poulantzas (com a ideia de autonomia relativa do Estado) e Erik Olin Wright (com a teoria de classes), incorporando dimensões culturais e ideológicas na análise estatal que o marxismo clássico negligenciara.
As análises do Estado de Bem-Estar Social (welfare states) no pós-guerra também contribuíram na compreensão deste modelo de Estado. Gøsta Esping-Andersen identificando três modelos: liberal (anglo-saxão), conservador (continental europeu) e social-democrata (nórdico), cada qual refletindo diferentes configurações de poder, coalizões de classe e legados institucionais.
Coletivamente, estas contribuições contemporâneas consolidaram os estudos estatais como campo autônomo, superando tanto reducionismos economicistas quanto idealismos jurídico-formais, oferecendo ferramentas analíticas mais sofisticadas para compreender o Estado no século XXI.